# 広淵村
広淵村（ひろぶちむら）は、昭和30年（1955年）まで宮城県桃生郡の西部に存在していた村。現在の石巻市広淵にあたる。

## 沿革
- 1889年（明治22年）4月1日 - 町村制施行にともない、広淵村は赤井村・大窪村・塩入村・北村・須江村と合併して深谷村の一部となる。
- 1896年（明治29年）4月1日 - 深谷村が広淵村・赤井村・大塩村・北村・須江村の5か村に分裂したため、新制の広淵村が発足。
- 1955年（昭和30年）3月21日 - 北村・須江村・鹿又村・前谷地村と合併し、河南町となる。

## 行政
- 歴代村長

| 代 | 氏名       | 就任                       | 退任                       | 備考 |
| -- | ---------- | -------------------------- | -------------------------- | ---- |
| 1  | 遠藤良吉   | 明治29年（1896年）5月13日  | 明治32年（1899年）5月      |      |
| 2  | 中野善作   | 明治32年（1899年）6月3日   | 明治33年（1900年）11月     |      |
| 3  | 大内慶三郎 | 明治33年（1900年）11月29日 | 明治37年（1904年）7月      |      |
| 4  | 加賀卯之助 | 明治37年（1904年）7月      | 明治40年（1907年）8月20日  |      |
| 5  | 中野善作   | 明治40年（1907年）11月13日 | 明治41年（1908年）8月      | 再任 |
| 6  | 増子長治   | 明治41年（1908年）8月31日  | 明治43年（1910年）9月15日  |      |
| 7  | 大内慶三郎 | 明治43年（1910年）9月23日  | 明治45年（1912年）8月21日  | 再任 |
| 8  | 横山常松   | 明治45年（1912年）11月1日  | 大正9年（1920年）10月31日  |      |
| 9  | 小島真助   | 大正9年（1920年）11月30日  | 不詳                       |      |
| 10 | 中野善作   | 大正12年（1923年）5月2日   | 不詳                       |      |
| 11 | 大内富雄   | 不詳                       | 昭和6年（1931年）5月2日    |      |
| 12 | 小島真助   | 昭和6年（1931年）5月17日   | 昭和10年（1935年）10月31日 | 再任 |
| 13 | 大江留吉   | 昭和11年（1936年）11月25日 | 昭和13年（1938年）10月3日  |      |
| 14 | 大内富雄   | 昭和14年（1939年）1月12日  | 昭和18年（1943年）1月11日  |      |
| 15 | 小島真助   | 昭和18年（1943年）1月20日  | 昭和19年（1944年）3月25日  | 三任 |
| 16 | 佐々木柳蔵 | 昭和19年（1944年）7月20日  | 昭和21年（1946年）12月1日  |      |
| 17 | 明日武治   | 昭和21年（1946年）12月2日  | 昭和22年（1947年）4月9日   |      |
| 18 | 佐々木利平 | 昭和22年（1947年）4月9日   | 昭和30年（1955年）3月20日  |      |